# 訃報 2009年10月
訃報 2009年10月（ふほう 2009ねん10がつ）では、2009年10月中に物故した、又は物故が報じられた人物についてまとめる。

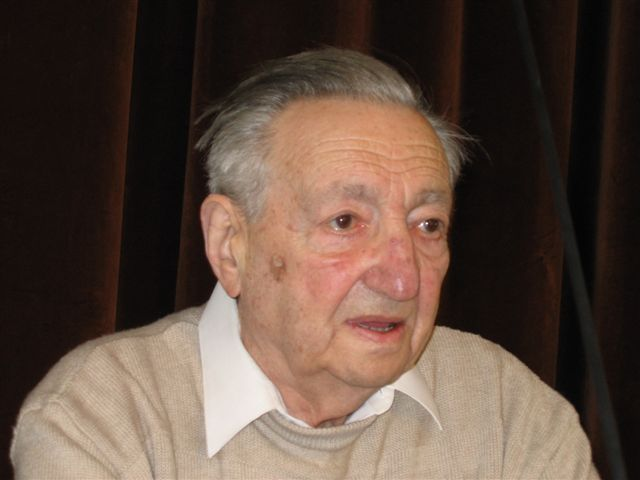
マレク・エデルマン／10月2日没

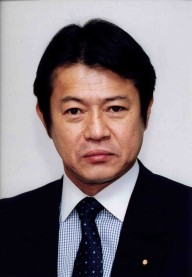
中川昭一／10月3日没

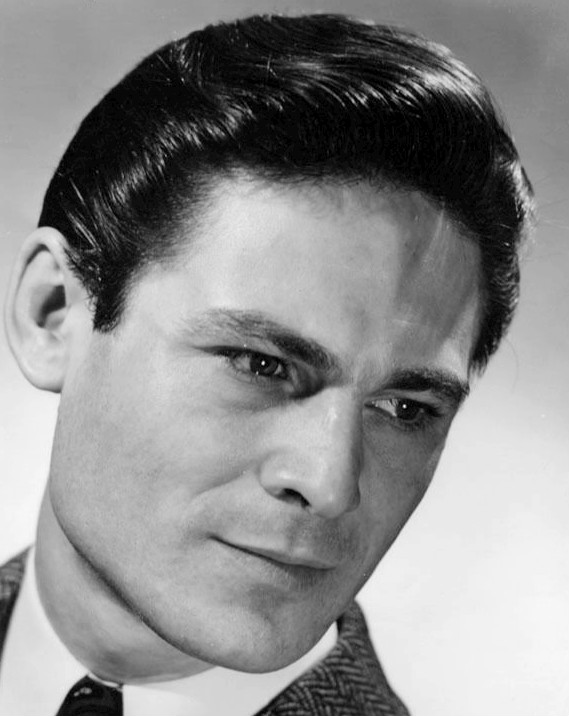
ジョセフ・ワイズマン／10月19日没

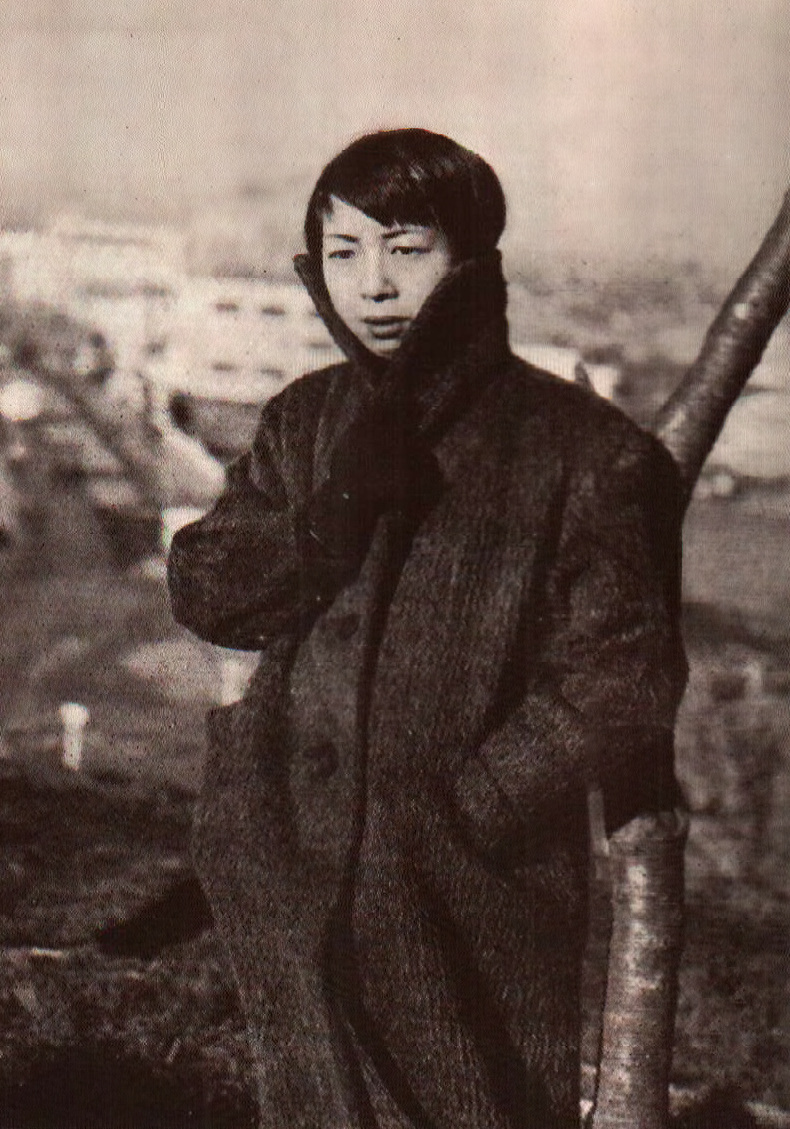
原田康子／10月20日没

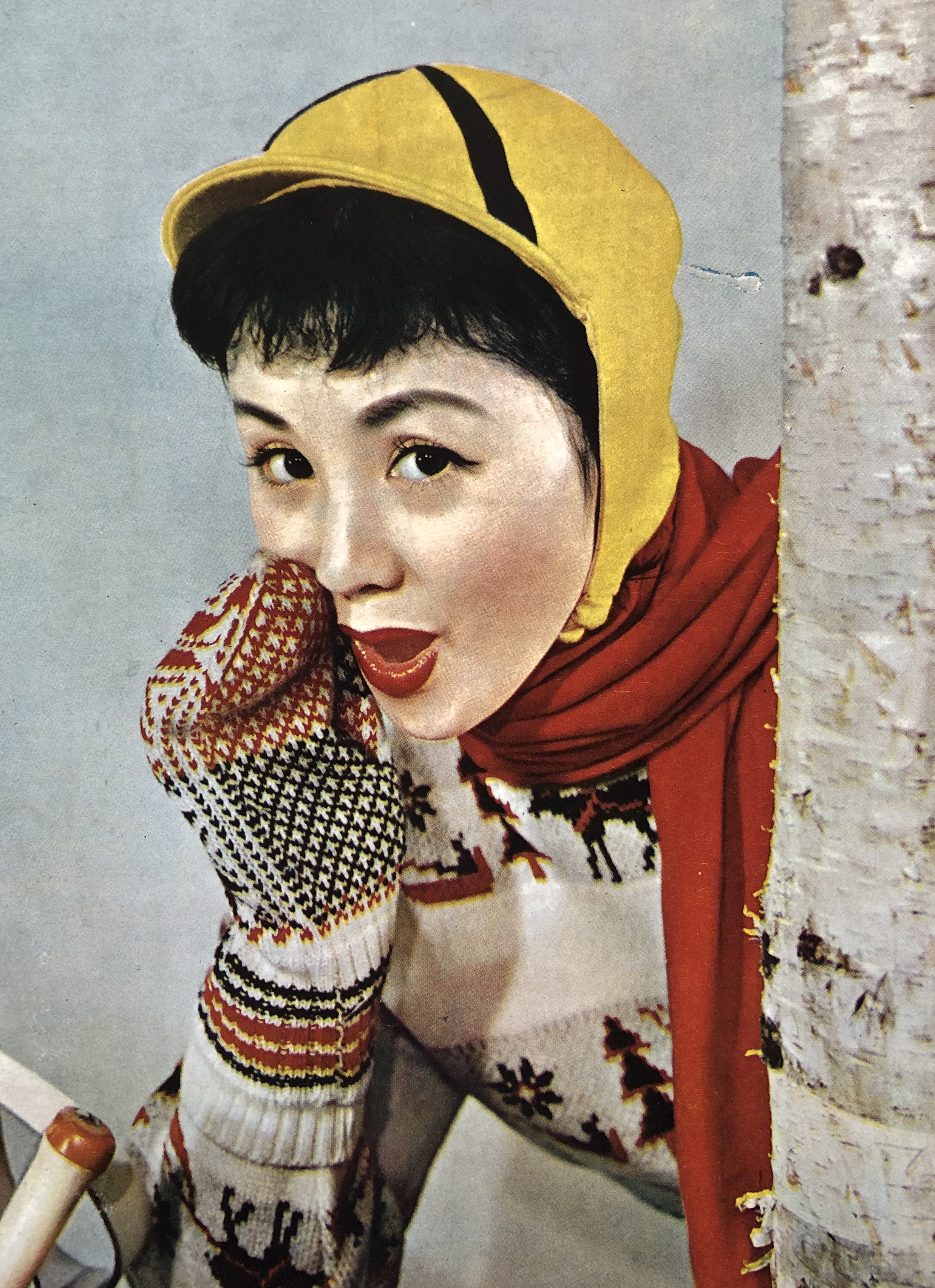
南田洋子／10月21日没

五代目三遊亭圓楽／10月29日没

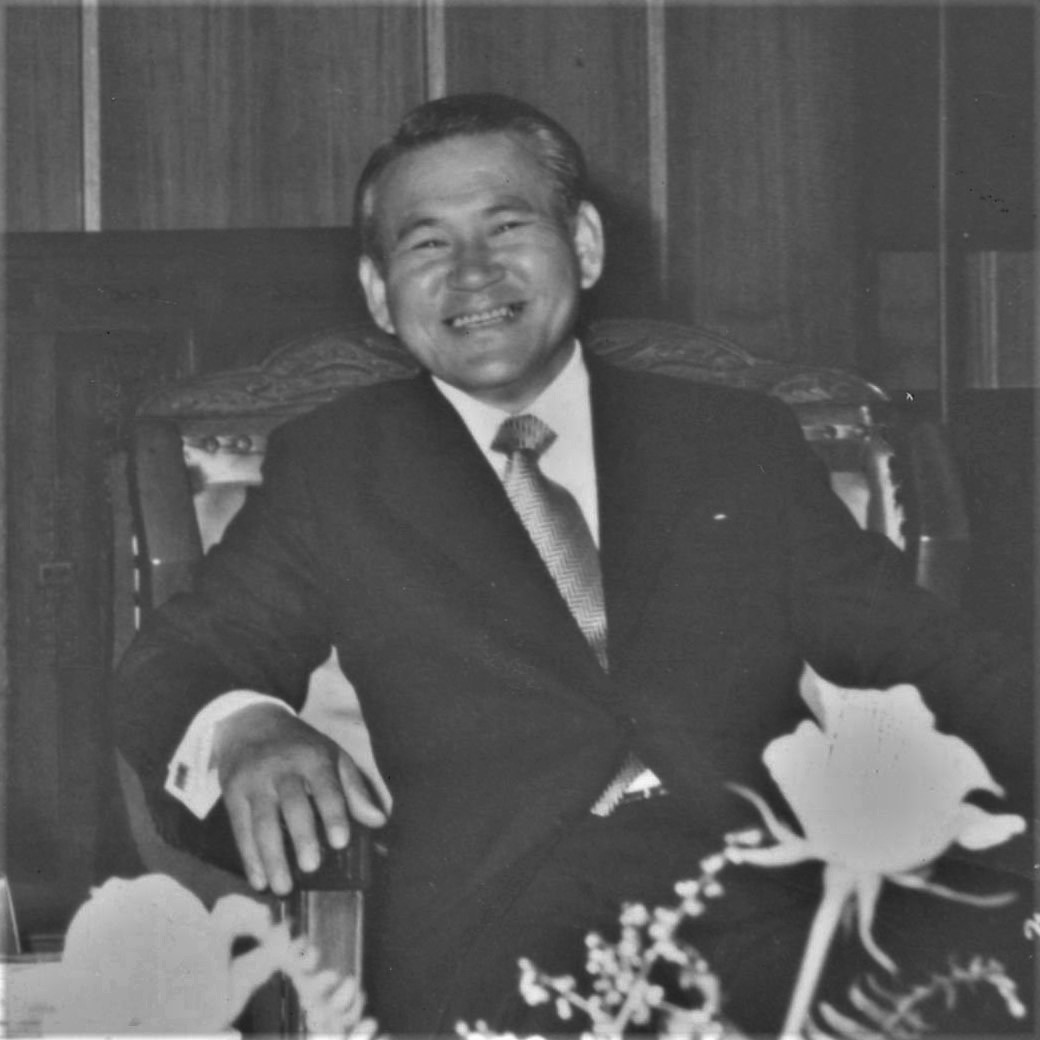
李厚洛／10月31日没

## （1日 - 15日）
- 10月1日 - シンティオ・ビティエール[1]、キューバの詩人 （* 1921年）
- 10月1日 - マサオ・ミヨシ、日本生まれのアメリカ合衆国の文学者（* 1928年）
- 10月1日 - 若山三郎、小説家 （* 1931年）
- 10月1日 - アンドレ＝フィリップ・フタ（André-Philippe Futa）、コンゴ共和国財務大臣（* 1942年）
- 10月1日 - 清水賢、プロ野球選手（* 1942年）
- 10月1日 - バンディット・リタコール（Bhandit Rittakol）、タイの映画監督（* 1951年）
- 10月1日 - 高田一美、サッカー選手、元サッカー日本代表 （* 1951年）
- 10月2日 - マレク・エデルマン、ポーランドのレジスタンス運動家、ポーランド共和国下院元代議士（* 1922年）
- 10月2日 - 津久井克行、ミュージシャン classメンバー （* 1959年）
- 10月3日 - 絹巻薫、コクミン創業者 （* 1909年）
- 10月3日 - ファティマ・オブ・リビア（Fatima of Libya）、リビア元国王妃（* 1911年）
- 10月3日 - ラインハルト・モーン（Reinhard Mohn）、ドイツの実業家（* 1921年）
- 10月3日 - 言百謙（言百謙）、中華民国の軍人（* 1922年）
- 10月3日 - 村木正武、元東京都立杉並高等学校教諭、元国際基督教大学教授、元獨協大学教授、元神田外語大学教授（* 1923年）
- 10月3日 - アレクサンドル・バシライア、グルジアの作詞家・作曲家（* 1942年）
- 10月3日 - 平敷兼七、写真家 （* 1948年）
- 10月3日 - 中川昭一、日本の政治家、元自由民主党衆議院議員、第10代財務大臣、第27・41代農林水産大臣、第3-5代経済産業大臣（* 1953年）
- 10月4日 - ギュンター・ラル、ドイツの空軍軍人・元空軍総監（* 1918年）
- 10月4日 - 浅井美幸、日本の政治家、元衆議院議員（* 1927年）
- 10月4日 - 梶祐輔、クリエイティブディレクター（* 1931年）
- 10月4日 - メルセデス・ソーサ、アルゼンチンのフォルクローレ歌手（* 1935年）
- 10月4日 - 原口幸市、宮内庁式部官長、元外務省日朝国交正常化交渉担当大使日本側団長（* 1941年）
- 10月4日 - 横山涼一、ジャズベーシスト、世良譲トリオメンバー（* 1952年）
- 10月4日 - エルネー・コルツォナイ、ハンガリーのフェンシング選手（* 1953年）
- 10月5日 - 石上玄一郎、小説家（* 1910年）
- 10月5日 - イズライル・ゲルファント、ウクライナの数学者（* 1913年）
- 10月5日 - ギーゼラー・クレーベ（Giselher Klebe）、ドイツの作曲家（* 1925年）
- 10月5日 - 大隅俊平、刀工、人間国宝（* 1932年）
- 10月5日 - 岩崎真純、日本のアナウンサー、元フジテレビジョンアナウンサー（* 1948年）
- 10月6日 - ダグラス・キャンベル（Douglas Campbell）、スコットランドの俳優（* 1922年）
- 10月7日 - アーヴィング・ペン、アメリカ合衆国の写真家（* 1917年）
- 10月7日 - ペドロ・エリアス・ザドゥナイスキー、アルゼンチンの天文学者（* 1917年）
- 10月7日 - シェルビー・シングルトン（Shelby Singleton）、アメリカ合衆国のレコードプロデューサー（* 1931年）
- 10月7日 - 小林一輔、工学者、東京大学名誉教授（* 1929年）
- 10月8日 - マイケル・アンジェロ・サルタレリ（Michael Angelo Saltarelli）、アメリカ合衆国のカトリック神父（* 1933年）
- 10月8日 - 服部幸三、音楽学者（* 1924年）
- 10月8日 - 日沢伸哉、放送作家（* 1954年）
- 10月8日 - トルステン・ライスマン、ドイツの柔道家（* 1956年）
- 10月8日 - 太田静六、九州大学名誉教授（* 1911年）
- 10月9日 - ローリ大道、アメリカ合衆国出身の臨済宗僧侶、禅マウンテンモナストリー住職（* 1931年）
- 10月9日 - スチュワート・カミンスキー（Stuart M. Kaminsky）、アメリカ合衆国の作家、映画評論家（* 1934年）
- 10月9日 - アルトゥロ・カヴェロ（Arturo "Zambo" Cavero） 、ペルーのラテンミュージシャン（* 1940年）
- 10月9日 - 工藤千博、ヴァイオリニスト（* 1947年）
- 10月9日 - 陳朝威（陳朝威）、中華民国の実業家（* 1947年）
- 10月10日 - 阿武喜美子、化学者、お茶の水女子大学名誉教授（* 1910年）
- 10月10日 - 江畑謙介、日本の軍事評論家（* 1949年）
- 10月10日 - モハメド・ザイド・ザイード（محمد السيد سعيد）、エジプトのジャーナリスト（* 1950年）
- 10月10日 - ステファン・ゲイトリー（Stephen Gately）、アイルランドの歌手、ボーイゾーンメンバー（* 1976年）
- 10月11日 - ピーター・キャラナン（Peter Callanan）、アイルランドの国会議員（* 1935年）
- 10月11日 - グスタフ・クラール（Gustav Kral）、オーストリアのサッカー選手、元同国ユース代表選手（* 1983年）
- 10月12日 - アラン・クロムベック（Alain Crombecque）、フランスの映画コーディネーター（* 1939年）
- 10月12日 - アルベルト・カスタニェッティ、イタリアの競泳選手・コーチ（* 1943年）
- 10月12日 - ブレンダン・ミューレン（Brendan Mullen）、アメリカ合衆国のナイトクラブオーナー（* 1949年）
- 10月12日 - フランク・ヴァンデンブルック、ベルギーの自転車競技選手（* 1974年）
- 10月12日 - サーカイ・ジョッキージム、タイ王国のプロボクサー（* 1990年）
- 10月13日 - 呂正操、中華人民共和国の軍人、政治家（* 1905年）
- 10月13日 - 高田榮一、歌人、爬虫類研究家（* 1925年）
- 10月13日 - アル・マルティーノ（Al Martino）、アメリカ合衆国のポピュラーソング歌手（* 1927年）
- 10月13日 - イスラエル・ゴーベルグ（Israel Gohberg）、モルドバ出身の数学者（* 1928年）
- 10月13日 - 横澤英雄、演出家、元宝塚歌劇団理事（* 1930年）
- 10月13日 - 倉沢康一郎、法学者、慶應義塾大学名誉教授（* 1932年）
- 10月13日 - 木暮茂夫、重量挙げ選手、1960年ローマオリンピック第4位（* 1935年)
- 10月13日 - アナトリー・エフレーモフ（Ефремов, Анатолий Антонович）、ロシアの政治家、アルハンゲリスク州知事（* 1952年）
- 10月13日 - オレイン・シンプソン、ジャマイカのサッカー選手（* 1983年）
- 10月14日 - ルー・アルバーノ、アメリカ合衆国のプロレスラー（* 1933年）
- 10月15日 - 浜田寅彦、日本の俳優、劇団俳優座代表（* 1919年）

## （16日 - 31日）
- 10月16日 - ロバート・ウィリアム・デービス（Robert William Davis）、アメリカ合衆国の政治家(共和党)、元アメリカ合衆国下院議員（* 1932年）
- 10月16日 - 加藤和彦、日本のミュージシャン、作曲家、ザ・フォーク・クルセダースのメンバー（* 1947年）
- 10月16日 - アンドレス・モンテス（Andrés Montes）、スペインのフットボールジャーナリスト（* 1956年）
- 10月17日 - カルラ・ボーニ（Carla Boni）、イタリアの歌手（* 1925年）
- 10月17日 - 堀内侃、元電通副社長（* 1937年）
- 10月17日 - ロザンナ・スキアフィーノ（Rosanna Schiaffino）、イタリアの女優（* 1939年）
- 10月18日 - イグナシオ・ポンセティ（Ignacio Ponseti）、スペインの整形外科医（* 1914年）
- 10月18日 - ルース・ダックワース（Ruth Duckworth）、ユダヤ系ドイツ人の彫刻家（* 1919年）
- 10月18日 - 森聖二、日本の歌手、ロス・プリモスリーダー（*1939年）
- 10月18日 - 剛竜馬、日本のプロレスラー（*1956年）
- 10月19日 - ジョセフ・ワイズマン、カナダの俳優（*1918年）
- 10月20日 - クリフォード・ハンセン（Clifford Hansen） - アメリカ合衆国の政治家（共和党）（* 1912年）
- 10月20日 - 小淵正義、日本の政治家、元民社党衆議院議員（* 1925年）
- 10月20日 - アルベルト・テスタ（Alberto Testa） - イタリアの作詞家（* 1927年）
- 10月20日 - ジェフ・ネイス（Jef Nys）、ベルギーの漫画家（* 1927年）
- 10月20日 - 原田康子、小説家（* 1928年）
- 10月20日 - ユーリ・リャザノフ（Yuri Ryazanov）、ロシアの体操選手（*1987年）
- 10月21日 - 南田洋子、日本の俳優、司会者（* 1933年）
- 10月22日 - 堀口善嗣、東亜紡織元社長（* 1914年）
- 10月22日 - レイ・ランバート、ウェールズのサッカー選手、元リヴァプールFC所属（* 1922年）
- 10月22日 - 瀬川茂次郎、日本の俳優（* 1932年）
- 10月22日 - 楠克美、ホッカイドウ競馬所属調教師（* 1949年）
- 10月22日 - ポール・アンドリュース（Paul Andrews）、オーストラリアの政治家(オーストラリア労働党)（* 1955年）
- 10月23日 - ジャック・プール、カナダの実業家（* 1933年）
- 10月23日 - ルー・ジャコビ（Lou Jacobi）、カナダの俳優（* 1913年）
- 10月23日 - 鹿野琢見、弁護士、竹久夢二美術館・弥生美術館・立原道造記念館各理事長（* 1919年）
- 10月23日 - ズベイル・トゥルキ、チュニジアの彫刻家（* 1924年）
- 10月23日 - スラブ・ファキール（Sohrab Fakir）、パキスタンの民謡歌手（* 1934年）
- 10月23日 - 廣島日出国、日本の陸上指導者、旭化成陸上部元監督、元沖電気陸上部総監督、元マラソン選手（* 1937年）
- 10月23日 - 荒川亨、ACCESS会長（* 1959年）
- 10月24日 - 岩田安生、俳優、声優（* 1942年）
- 10月24日 - 浜名ヒロシ、歌手、鶴岡雅義と東京ロマンチカボーカル（* 1950年）
- 10月24日 - 鈴木貞敏、日本の政治家、元警察官僚、元参議院議員、元警察庁長官（* 1925年）
- 10月24日 - 春山希義、小説家（* 1933年）
- 10月25日 - ローレンス・ハルプリン、アメリカ合衆国の造園家（* 1916年）
- 10月25日 - アドゥール・バーヴァニ（Adoor Bhavani）、インドの俳優（* 1927年）
- 10月25日 - アレクサンドル・ピアティゴルスキー（Alexander Piatigorsky）、ロシアの哲学者（* 1929年）
- 10月25日 - 鈴木主税、翻訳家（* 1934年）
- 10月25日 - 安倍吉輝、囲碁棋士（* 1941年）
- 10月26日 - 堀内俊夫、日本の政治家、元参議院議員、第19代環境庁長官、元奈良県天理市長（*1918年）
- 10月26日 - サビーノ・フェルナンデス・カンポ（Sabino Fernández Campo）、スペインの軍人、スペイン王室元執事長（* 1918年）
- 10月26日 - 村木与四郎、美術監督（* 1924年）
- 10月26日 - ジョージ・ナオペ（George Na'ope）、アメリカ合衆国のハワイアンミュージシャン（* 1928年）
- 10月26日 - 室伏哲郎、日本のジャーナリスト（*1930年）
- 10月27日 - 吉田民人、日本の社会学者（* 1931年）
- 10月27日 - アレックス・ハリス（Alex Harris）、オーストラリアのパラリンピック競泳選手（* 1975年）
- 10月27日 - フディート・チャコン、ベネズエラの重量挙げ選手（* 1986年）
- 10月28日 - テイラー・ミッチェル、カナダのシンガーソングライター（* 1990年）
- 10月29日 - 貝時璋（贝时璋）、中華人民共和国の科学者（* 1903年）
- 10月29日 - 五代目三遊亭圓楽、日本の落語家、円楽一門会総帥、日本テレビ『笑点』4代目司会者（* 1933年）
- 10月29日 - 六代目立川文都、日本の落語家（* 1960年）
- 10月30日? - クロード・レヴィ＝ストロース、フランスの人類学者、アカデミー・フランセーズ席次29（* 1908年）
- 10月30日 - ハウィー・シュルツ（Howie Schultz）、アメリカ合衆国の元野球選手(一塁手)（* 1922年）
- 10月30日 - 佐川美代太郎、漫画家（* 1923年）
- 10月30日 - 大野幸太郎、殺陣師、大野剣友会創立者（* 1933年）
- 10月30日 - クリスティナ・ペレイラ、ポルトガルのビーチバレー選手（* 1968年）
- 10月31日 - 銭学森、中華人民共和国の科学者（* 1911年）
- 10月31日 - 太田絢子、歌人、潮音主宰（* 1916年）
- 10月31日 - ムスタファー・マフムード（Mustafa Mahmud）、エジプトの科学者（* 1921年）
- 10月31日 - 李厚洛、大韓民国の政治家（* 1924年）
- 10月31日 - 浜崎史朗、フランス文学者、関西学院大学名誉教授（* 1926年）
- 10月31日 - 今泉勝義、プロ野球選手（* 1926年）
- 10月31日 - 山口武雄、日本の実業家、アナウンサー【福井放送/テレビユー山形】、テレビユー山形取締役報道制作局長（* 1954年）